# Arthur Willoughby Barton
Arthur Willoughby Barton (14 septembre 1899 – 24 août 1976) est un physicien, un proviseur de collège et un arbitre anglais de football.

## Biographie
Arthur Willoughby Barton étudie à Nottingham High School et à Trinity College de Cambridge, puis fait son service militaire avec les Royal Engineers.
Son père est le Professeur Edwin H Barton, professeur de physique à l'University College de Nottingham.
De 1922 à 1925, il est un étudiant, travaillant pour Ernest Rutherford.
Il est professeur de physique à Repton School de 1926 à 1939. Il est récompensé par l'University of London pour une thèse sur la radioactivité ("the measurement of the half-period of Radium C.").
En 1939, il est nommé proviseur du King Edward VII School à Sheffield. De 1950 à 1965, il est proviseur de la City of London School.

## Carrière d'arbitre
Il officie dans une compétition majeure : 
- JO 1936 (2 matchs)